# Ковентрі-Лейк (Коннектикут)
Ковентрі-Лейк (англ. Coventry Lake) — переписна місцевість (CDP) в США, в окрузі Толленд штату Коннектикут. 